# Gregory Rabassa
Gregory Rabassa (Yonkers, 9 de março de 1922 — Branford, 13 de junho de 2016) foi um tradutor norte-americano, especializado em verter obras da literatura latino-americana para o inglês. Foi também professor do Queens College.

## Vida e carreira
Rabassa nasceu em uma família chefiada por um imigrante cubano. Após servir na Segunda Guerra Mundial como criptógrafo pelo Office of Strategic Services e se graduar pelo Dartmouth College, Rabassa matriculou-se na pós-graduação em Columbia, onde conquistou o doutorado. Ele lecionou em Columbia por mais de duas décadas antes de aceitar uma cátedra no Queens College.
Trabalhando principalmente em português e espanhol, Rabassa produziu versões em inglês de alguns dos principais escritores latino-americanos, como Jorge Amado, Machado de Assis, Julio Cortázar e Gabriel Garcia Márquez. A pedido de Cortázar, García Márquez esperou três anos para que houvesse tempo na agenda de Rabassa para traduzir Cem anos de solidão. O autor colombiano declarou certa vez que a versão em inglês de Rabassa (One Hundred Years of Solitude) era melhor que a original.
Em 2005 Rabassa escreveu um livro de memórias, detalhando suas experiências como tradutor: If This Be Treason: Translation and Its Discontents, A Memoir.
Morreu em 13 de junho de 2016, aos 94 anos. 

## Prêmios recebidos
- 1967- National Book Award-Tradução (por Hopscotch de Julio Cortázar)
- 1977- PEN Translation Prize
- 1982- PEN/Ralph Manheim Medal for Translation
- 2001- Gregory Kolovakos Award do PEN American Center
- 2007 National Medal of Arts do governo dos Estados Unidos [3]

## Algumas obras traduzidas
- Demetrio Aguilera Malta
  - Seven Serpents and Seven Moons, 1979, ("Siete Lunas Y Siete Serpientes")
- Juan Benet
  - Return to Region
  - A Meditation
- Jorge Franco
  - Rosario Tijeras, 2004 ("Rosario Tijeras")
- Julio Cortázar
  - Hopscotch, 1966 ("Rayuela") —U.S. National Book Award for Translation
  - A Manual for Manuel, 1978 ("Libro de Manuel")
  - 62: A Model Kit, ("62: Modelo para Armar")
- Gabriel García Márquez
  - One Hundred Years of Solitude, 1970 ("Cien años de soledad")
  - The Autumn of the Patriarch, 1976 ("El otoño del patriarca")
  - Chronicle of a Death Foretold, 1982 ("Crónica de una muerte anunciada")
  - Leaf Storm ("La hojarasca")
- Clarice Lispector
  - The Apple in the Dark, 1967 ("A maçã no escuro," 1961)
- Luis Rafael Sánchez
  - Macho Camacho's Beat, 1983 ("La guaracha del Macho Camacho")
- José Lezama Lima
  - Paradiso ("Paradiso")
- Mario Vargas Llosa
  - Conversation in the Cathedral ("Conversación en La Catedral")
- Machado de Assis
  - Posthumous Memoirs of Bras Cubas ("Memórias Póstumas de Brás Cubas")
  - Quincas Borba ("Quincas Borba")
- António Lobo Antunes
  - Fado Alexandrino ("Fado Alexandrino")
  - The Return of the Caravels ("As Naus")
- Osman Lins
  - Avalovara ("Avalovara")
- Jorge Amado
  - Captains of the Sand ("Capitães da Areia")